# الموت للعرب

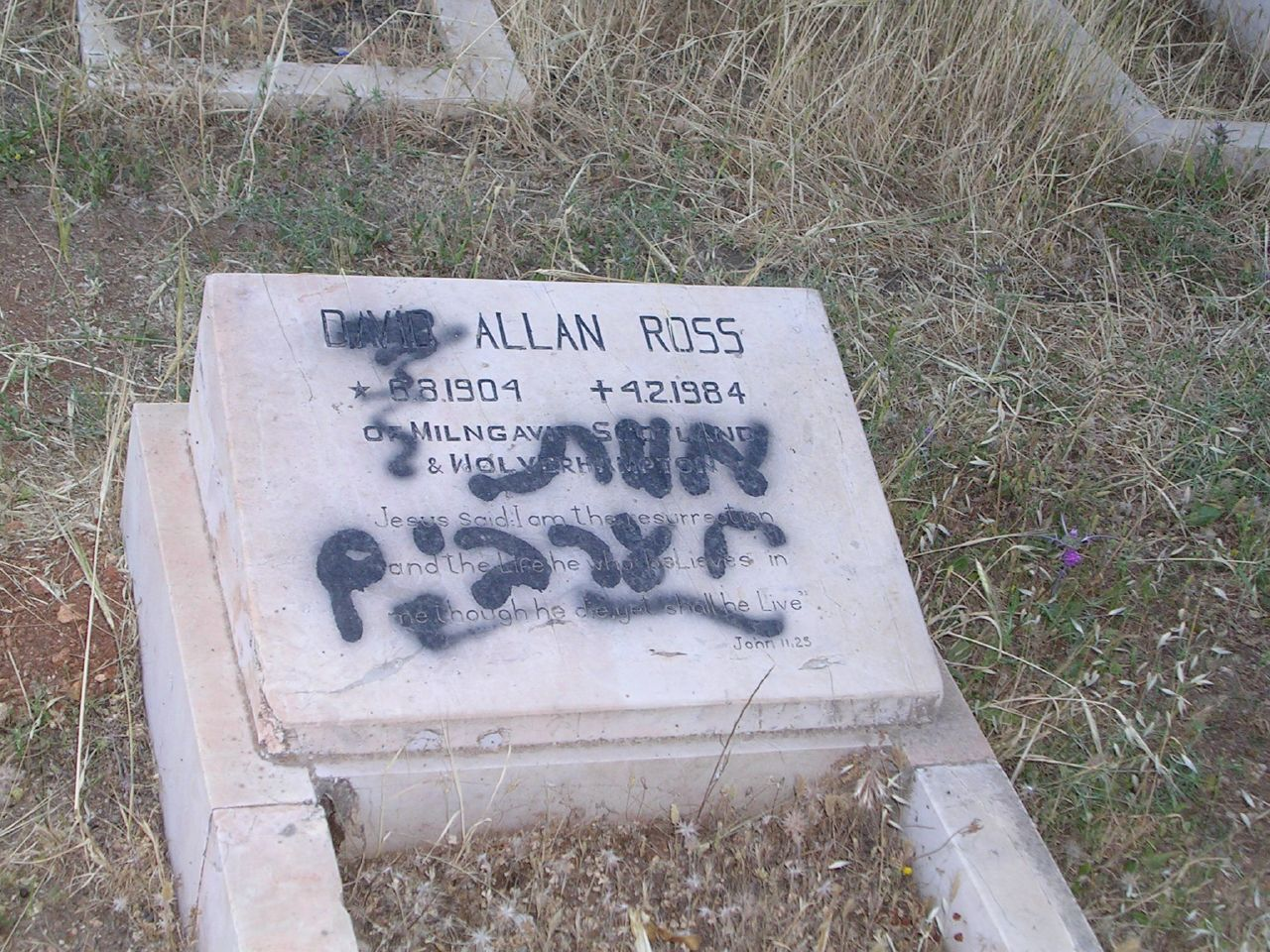
شاهد قبر مكتوب عليه الموت للعرب.

الموت للعرب (بالعبرية: מוות לערבים) هو شعار معادٍ للعرب يستخدمه بعض الإسرائيليين ويعتبر شعاراً عنصرياً ويدعو للكراهية. يُستخدم في سياقات متعددة، مثل مباريات كرة القدم، الكتابة على الجدران والمسيرات في القدس.